# San Giovanni Suergiu
San Giovanni Suergiu is een gemeente in de Italiaanse provincie Zuid-Sardinië (regio Sardinië) en telt 6075 inwoners (31-12-2004). De oppervlakte bedraagt 70,6 km², de bevolkingsdichtheid is 86 inwoners per km².
De volgende frazioni maken deel uit van de gemeente: is Urigus, is Loccis, Palmas, Matzaccara, is Loccis Santus, is Cordeddas, Funtannona.

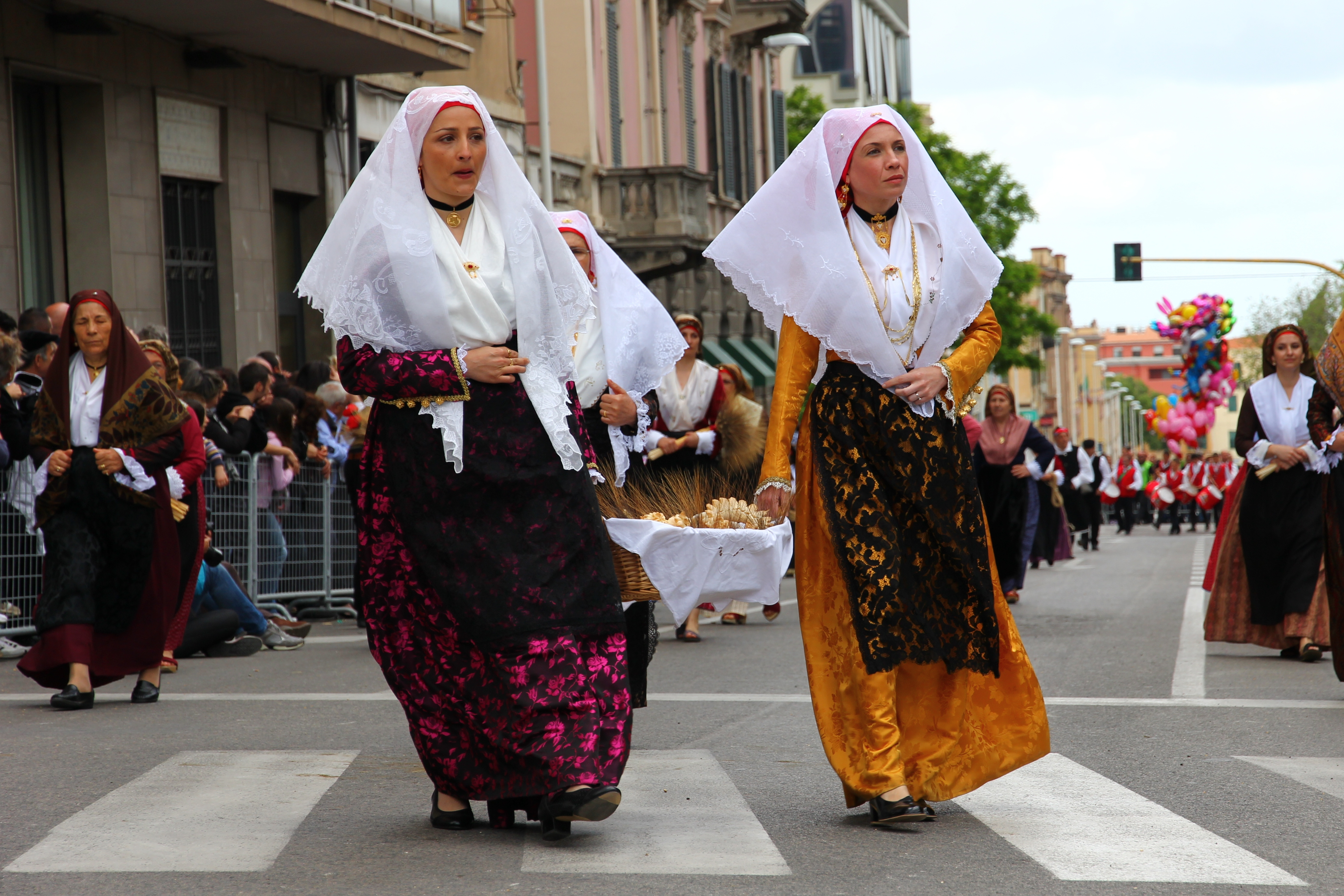
Traditionele klederdracht avn San Giovanni Suergiu
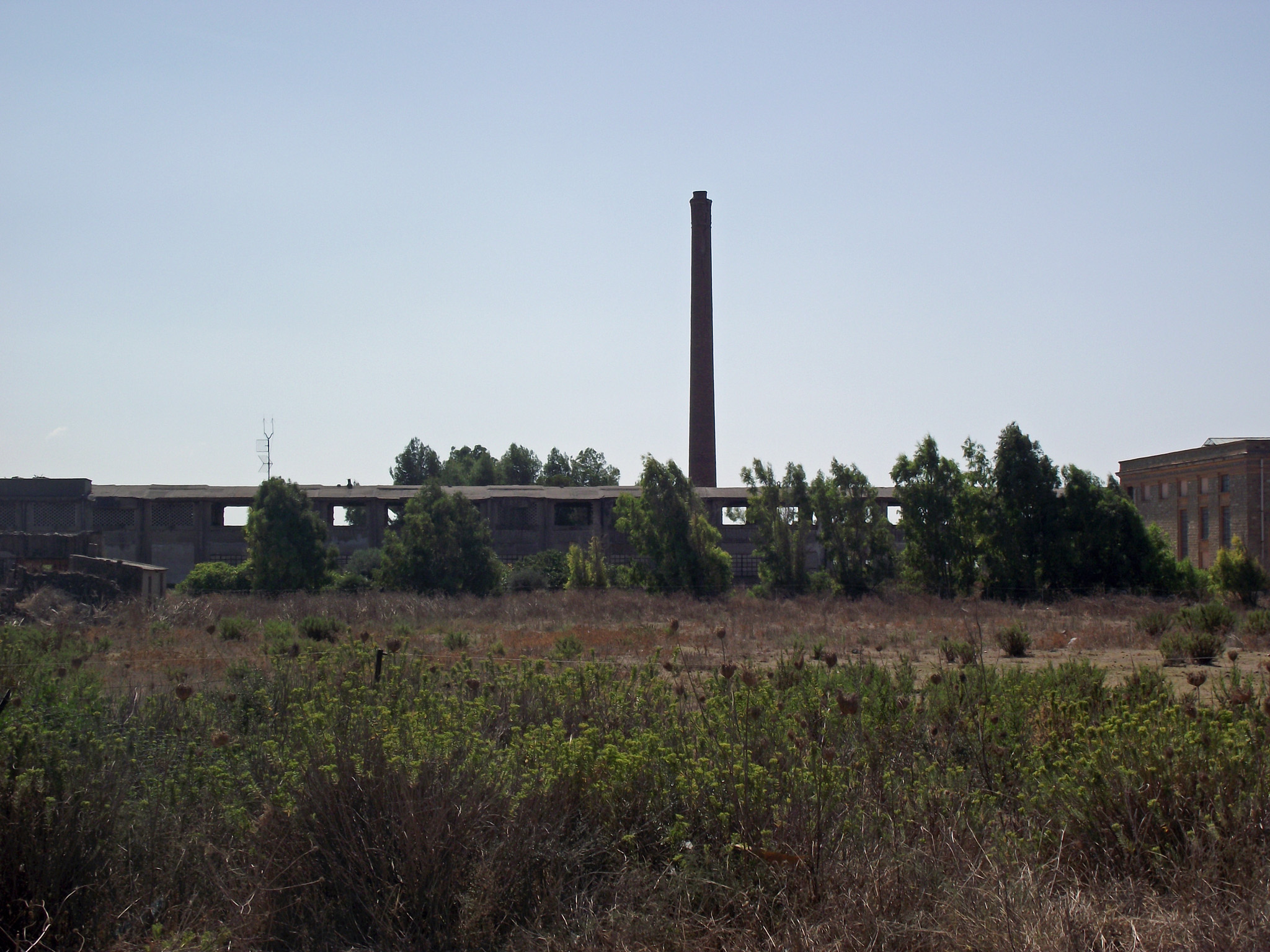
Chemische fabriek bij San Giovanni Suergiu
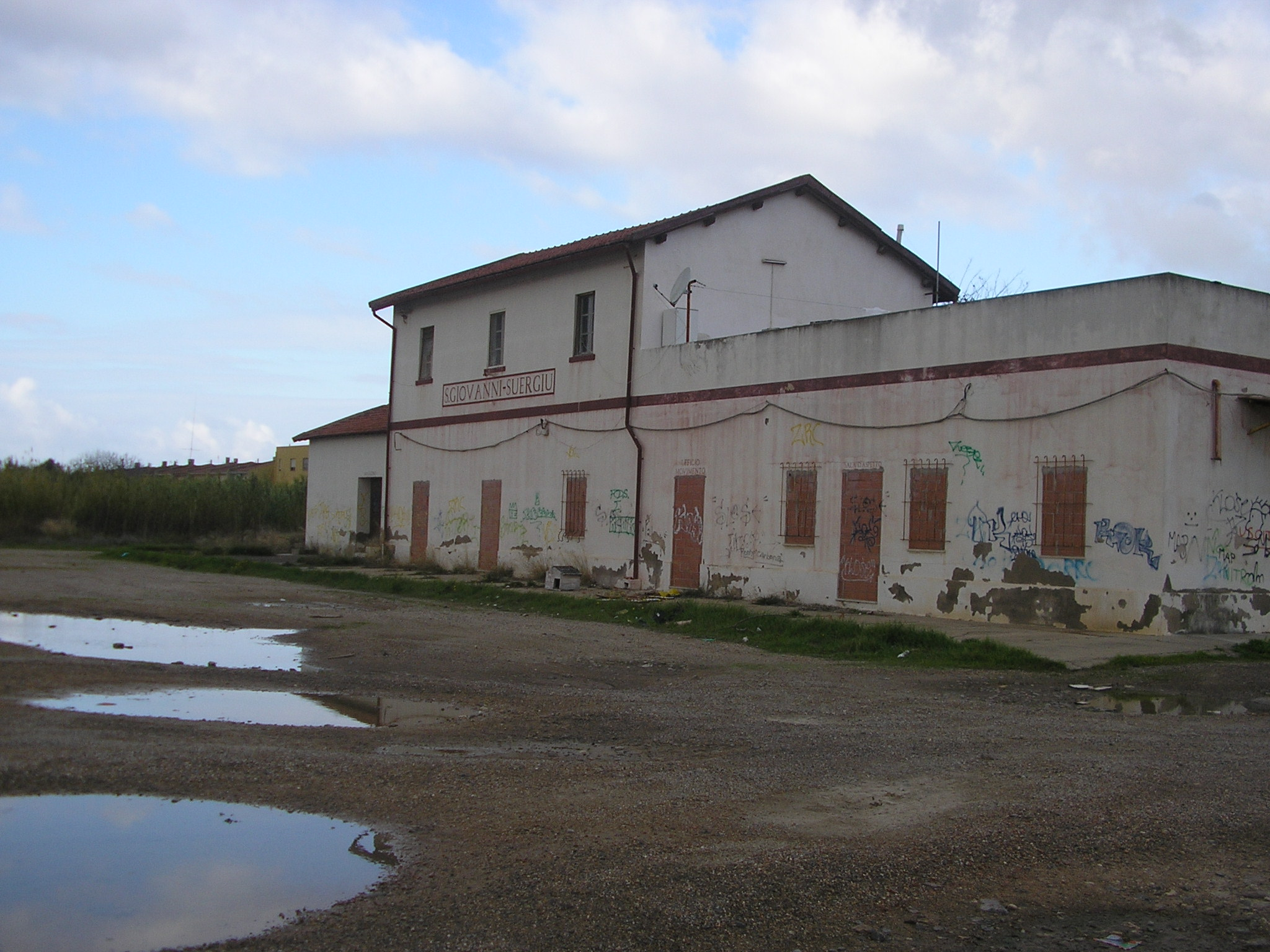
Station van San Giovanni Suergiu

## Demografie
San Giovanni Suergiu telt ongeveer 2070 huishoudens. Het aantal inwoners daalde in de periode 1991-2001 met 3,6% volgens cijfers uit de tienjaarlijkse volkstellingen van ISTAT.
| Jaar | Inwoneraantal |
| ---- | ------------- |
| 1991 | 6342          |
| 2001 | 6116          |

## Geografie
San Giovanni Suergiu grenst aan de volgende gemeenten: Carbonia, Giba, Portoscuso, Sant'Antioco, Tratalias.
Buggerru · Calasetta · Carbonia · Carloforte · Domusnovas · Fluminimaggiore · Giba · Gonnesa · Iglesias · Masainas · Musei · Narcao · Nuxis · Perdaxius · Piscinas · Portoscuso · San Giovanni Suergiu · Sant'Anna Arresi · Sant'Antioco · Santadi · Tratalias · Villamassargia · Villaperuccio
1. ↑  https://demo.istat.it/?l=it.